# Horace H. Fuller
Major General Horace Hayes Fuller (10 de agosto de 1886 – 18 de setembro de 1966) foi um general do Exército dos Estados Unidos. Ele ficou conhecido por seu comando da 41ª Divisão de Infantaria na Campanha no Pacífico Sudoeste durante a Segunda Guerra Mundial.

## Grande Guerra
Fuller foi transferido para a 11ª Artilharia de Campanha em julho de 1917 e frequentou um curso de instrução em Fort Sill. Ele foi promovido a major temporário em 8 de janeiro de 1918. Ele partiu para a França em outubro de 1918 e se juntou à 108ª Artilharia de Campanha em Véronnes. Ele participou da Ofensiva Meuse-Argonne e comandou a 108ª Artilharia de Campanha na Batalha de Sambre, ganhando promoção a Tenente Coronel temporário em 11 de setembro de 1918. Ele comandou a 109ª Artilharia de Campanha até março de 1919 e depois serviu no Motor Transport Corps e Serviço de Registro de Túmulos.

## Segunda Guerra Mundial
Fuller participou de um curso de reciclagem no Fort Sill antes de ser destacado para comandar a artilharia da 3ª Divisão de Infantaria em Fort Lewis. Como tal, ele foi promovido ao posto temporário de general de brigada em 1º de outubro de 1940.
Fuller voltou ao Command and General Staff College como seu comandante em junho de 1941, mas, em dezembro de 1941, após a morte repentina do Major General George A. White, ele se tornou comandante da 41ª Divisão de Infantaria. Ele foi promovido ao posto temporário de major-general em 15 de dezembro de 1941.
Fuller liderou a 41ª Divisão de Infantaria nos ataques a Salamaua, Hollandia e Biak. Em Biak, a defesa tenaz de defensores japoneses bem treinados frustrou sua tentativa de proteger rapidamente a ilha. Entrando em conflito com a necessidade do General Douglas MacArthur de ter a ilha protegida rapidamente, Fuller se viu substituído no comando em Biak pelo Tenente General Robert L. Eichelberger, um colega de classe de West Point. Fuller então pediu para ser dispensado de seu comando, tornando-se o único comandante divisionário a ser dispensado na campanha da Nova Guiné Ocidental.

Fuller tornou-se comandante das Forças do Exército dos EUA no Extremo Oriente em agosto de 1944. Em novembro, tornou-se vice-chefe do Estado-Maior do Comando do Sudeste Asiático.